# بيتار الثاني ملك يوغوسلافيا
بيتار الثاني/بيتر الثاني (بالإنجليزية: Peter II of Yugoslavia)‏ (الصربية:Petar/Петар؛ 6 سبتمبر 1924 - 3 نوقمبر 1970)؛ هو آخر ملوك يوغوسلافيا.
بيتار الثاني هو ابن البكر لـ ألكساندر الأول ملك يوغوسلافيا وماريا من رومانيا ابنة فرديناند الأول ملك رومانيا.

## النشأة
تلقى الأمير تعليمه أولا في القصر الملكي ثم في إنجلترا، وعندما كان في 11 من عمره أصبح ملكاً بعد اغتيال والده خلال زيارة رسمية لفرنسا في مرسيليا في 1934، بسبب عمره الصغير تقلد أبن عمه والده الأمير بول الوصاية عليه.

## الحرب العالمية الثانية
على الرغم من أن الملك بيتر الثاني ومستشاريه كانوا معارضين تماماً لألمانيا النازية، إلا أن الوصي الأمير بول أعلن انضمام يوغوسلافيا إلى الاتفاق الثلاثي في 25 مارس 1941، وبعد يومين أعلن الملك انتهاء الوصاية بعد انقلاب مدعوم من قبل بريطانيا.
ومع تأجيل عملية بارباروسا، هاجمت ألمانيا يوغوسلافيا واليونان في 6 أبريل 1941، وفي غصون أسبوع غزت ألمانيا وبلغاريا والمجر وإيطاليا يوغوسلافيا، واضطرت الحكومة إلى استسلام في 17 أبريل، وضمت أجزاء من يوغوسلافيا إلى إيطاليا وبلغاريا والمجر وألمانيا، في حين الأجزاء المتبقية من مملكة يوغوسلافيا كرواتيا وصربيا أصبحت دول دمى لـالنازيين.
غادر بيتار البلاد مع وزراء حكومته مع تزامن غزو القوات المحور، في البداية ذهب الملك مع وزرائه إلى اليونان ومنها إلى القدس التي كانت تحكمها بريطانيا ومن ثم إلى القاهرة، مصر، وفي يونيو 1941 وصل الملك إلى لندن بحيث انضم إلى العديد حكومات الأوروبية المنفية التي كانت محتلة من قبل النازيين.
أكمل الملك دارسته في جامعة كامبريدج قبل أن يتم تكليفه في سلاح الجو الملكي، وفي 1942 قام زيارة دبلوماسية لأمريكا وكندا؛ حيث التقى فيها الرئيس الأمريكي فرانكلين روزفلت ورئيس وزراء الكندي ويليام ليون ماكنزي كينج، لم تكون جولة ناجحة في تأمين دعم الحلفاء للقضية الملكية اليوغوسلافية، بحيث كانا زورفلت وتشرشل قد استفادا بالفعل من دعم الحكومة يوغوسلافيا الشيوعية في جهود الحلفاء لهزيمة ألمانيا النازية، وإنهاء القتال.

## الزواج
تزوج بيتار من قربيته الأميرة ألكاسندرا من اليونان والدنمارك في لندن في 20 مارس 1944؛ وأنجبت له أبناً واحد ولي العهد ألكسندر الذي ولد في 17 يوليو 1945.
قدم بيتار في 1953 طلباً للطلاق، واستأجر المحامي رينيه دي شامبرون صهر رئيس وزراء فرنسا فيشي بيير لافال، ومع ذلك تم التوفيق بين الزوجين في 1955.

## العزل والنفي
على الرغم من انتهاء الحرب، لم يسمح لـ بيتار بالعودة إلى البلاد، بحيث تم عزله من قبل الجمعية التأسيسية الشيوعية اليوغوسلافية في 29 نوفمبر 1945، وبعد ذلك استقر في الولايات المتحدة، ومنذ 1962 وحتى وفاته شغل منصب الراعي الملكي لتنظيم معبد القدس في الولايات المتحدة.
بعد عدة سنوات من معاناة من تليف الكبد، توفي في دنفر، كولورادو في 3 نوفمبر 1970 بعد فشل في عملية زرع الكبد.
تم دفنه في كنيسة دير سان سافا الصربية الأرثوذكسية في ليبرتيفيل، إلينوي، ويعتبر العاهل الأوروبي الوحيد الذي تم دفنه في الولايات المتحدة.
في 4 مارس 2007 أعلن ولي العهد ألكسندر عن خططه في إعادة الرفات والده إلى صربيا؛ وبعد محادثات مطولة مع الحكومة الصربية تم تأكيد عليها في يناير 2013 ليدفن في ضريح العائلة المالكة في أوبليناك.
وفي 22 يناير 2013 تمت إعادة الرفات إلى بلغراد، صربيا؛ وبقى رفاته في الكنيسة ديدينجي الملكية، قبل أن يتم دفن الرفات في ضريح أوبليناك الملكي بجانب زوجته ألكساندرا وأمه الملكة ماريا وشقيقه الأمير أندريه، تم وضع شعارات الملكية على تابوت بيتار، وحضر حفل افتتاح رئيس ورزاء ايفيتسا داتفتشك ونجله ولي العهد ألكسندر وبطريرك إيرينج الذي أملاً صراحةً إلى عودة الملكية في صربيا.

## روابط خارجية
- بيتار الثاني ملك يوغوسلافيا على موقع IMDb (الإنجليزية)
- بيتار الثاني ملك يوغوسلافيا على موقع الموسوعة البريطانية (الإنجليزية)
- بيتار الثاني ملك يوغوسلافيا على موقع مونزينجر (الألمانية)